# Petro-Canada
Petro-Canada ist eine Vertriebsmarke der Suncor Energy. Mit landesweit mehr als 1.500 Tankstellen und 300 Petro-Pass-Großhandelsstandorten ist das Unternehmen nach Parkland Fuel der zweitgrößte Tankstellenbetreiber in Kanada. Mit Canada’s Electric Highway™ betreibt das Unternehmen das erste Netz von Ladestationen für Elektrofahrzeuge in Kanada, das sich von der Ost- zur Westküste erstreckt. 

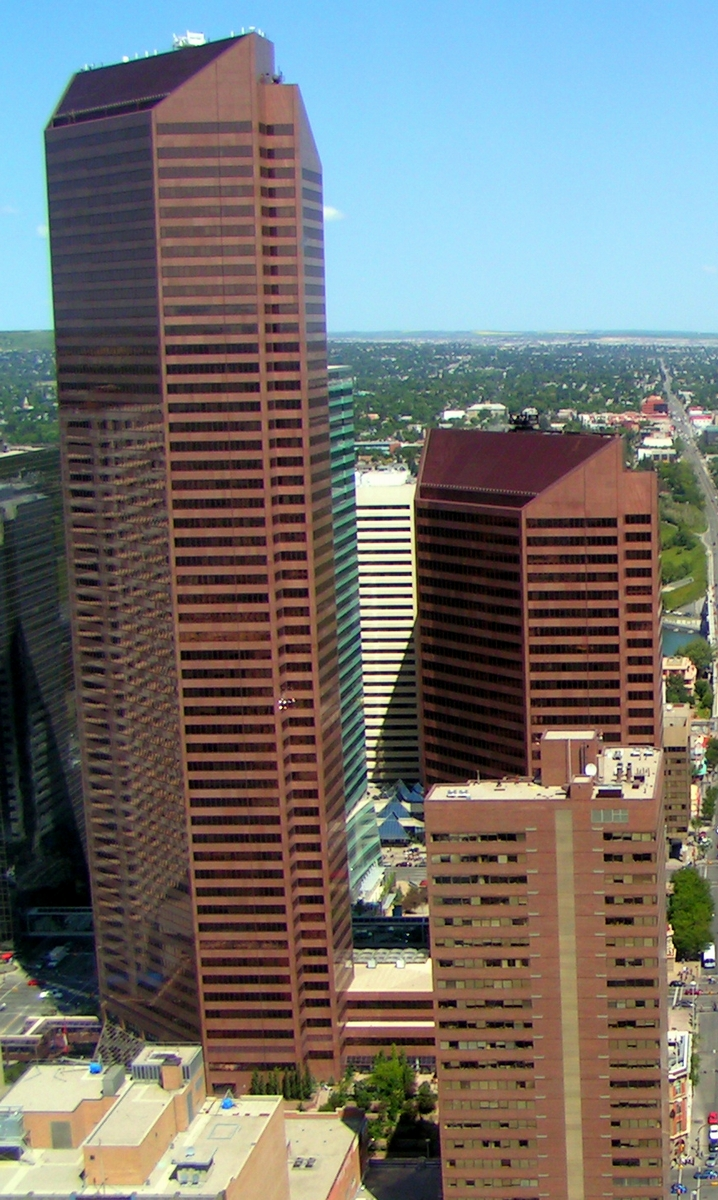
Die ehemalige Hauptzentrale von Petro-Canada in Calgary

## Geschichte
Das Unternehmen wurde, als Folge der Ölkrise der Jahre 1973 und 1974, am 30. Juli 1975 mit dem Petro-Canada Act als „Crown Corporation“, die kanadische Form eines staatseigenen Unternehmens, gegründet. Der erste Erwerb der Firma war Atlantic Richfield Canada, das 1976 für 342 Millionen Dollar gekauft wurde. Damit erwarb man bereits bestehende Förderanlagen als auch unerschlossene Öl- und Gasgebiete im Westen Kanadas, Erdgasvorkommen in der Arktis sowie Anrechte auf Ölsandförderung.
Zwei Jahre später, 1978, wurde für 1,25 Milliarden Dollar Pacific Petroleum gekauft, was die Ölproduktion verdreifachte und die Erdgasproduktion vervierfachte. Zusätzlich erwarb man Kohleförderrechte, Ölvorkommen außerhalb Kanadas sowie Distributions- und Verkaufseinrichtungen und 400 Einzelhandelsstandorte. Während der frühen 1980er Jahre fuhr Petro-Canada mit dem Ziel fort, weitere im ausländischen Besitz befindliche Ölfirmen zu kaufen. 1981 wurde die Come-by-Chance Raffinerie für 237 Millionen sowie die belgische Petrofina für 1,5 Milliarden US-Dollar gekauft. Zwei Jahre später erfolgte, für 348 Millionen US-Dollar, der Kauf von BP Canada, womit man 1640 Tankstellen und 108 Terminals und Tanklager erwarb.
Nicht erst seit dem Kauf von Petrofina und BP Canada gab es Kritik, vor allem von privatwirtschaftlich geleiteten Ölfirmen, Petro-Canada profitiere von Vorteilen, die ihr die kanadische Regierung zukommen lässt. Als im Dezember 1984 die Progressive Conservative Party unter Brian Mulroney an die Macht kam, tauschte man das Management aus und verlangte, dass Petro-Canada sich ausschließlich aus dem eigenen Ergebnis oder über den Markt finanzieren muss. Eine staatliche Finanzierung wurde damit ausgeschlossen. Bereits 1985 wurde, aus eigenen Mitteln beziehungsweise über kurzfristige Kredite, für 896 Millionen Dollar Gulf Canada Limited  gekauft.
Die Privatisierung erfolgt 1991, indem man 15 % der Stammaktien am Markt verfügbar machte. Damit verbunden war die Umbenennung von Petro-Canada in Petro-Canada Limited und Petro-Canada Inc. Am 3. Juli 1991 platzierte man 19,5 % der Aktien am Markt und verkündete, dass nach und nach alles Aktien allgemein verfügbar sein werden. Im Jahr 1997 begann die Partnerschaft mit A&W, Petro-Canada ist heute der größte Franchisenehmer von A&W.
Zum 1. August 2009 kaufte Suncor Petro-Canada für 15 Milliarden Dollar. Seitdem wird Petro-Canada von Suncor nur noch als Vertriebsmarke (z. B. für Tankstellen) verwendet.